# 湖北毛椴
湖北毛椴（学名：Tilia hupehensis）是锦葵科椴树属的植物，为中国的特有植物。分布在中国大陆的广西、湖北等地，生长于海拔1,000米至2,000米的地区，常生长在山坡林中以及山坡疏林中，目前已由人工引种栽培。
其种加词“hupehensis ”意为“湖北的”。